# 五森大輔
五森 大輔（いつもり だいすけ、1963年6月27日 - ）は、大阪府大阪市出身の俳優、演出家。身長182cm。体重72kg。血液型はA型。アンテーヌplus所属。

## 出演

### 映画
- 火宅の人（1986年）
- おいしい結婚（1991年）
- 人間の翼 最後のキャッチボール（1996年） - 高樹大尉 役
- ホワイトアウト（2000年）[2]

### テレビドラマ
- 愛、ときどき嘘 - 狭山貢
- 愛の流星 - 山岸哲也
- はぐれ刑事純情派（2003年） - 大沼邦夫
- 相棒 Season 11 第11話「アリス」（2013年） - 二百郷茜の父
- あした吹く風 - 医者
- 天晴れ夜十郎 - 与助
- NTTドコモ 20周年スペシャルドラマ 夢の扉 特別編「20年後の君へ」
- 演歌の女王
- 小樽運河殺人案内1
- おとり捜査官・北見志穂4 - 岸上恭三
- 温泉若おかみの旅情殺人推理7 - 村上秀男
- カードGメン・小早川茜 - 丸山正人、二村部長
- 家政婦は見た! 21 - 鈴木盛道
- ガラスの靴
- 監察医・室生亜季子 - 松本刑事、藤岡大樹、東田刑事
- 菊亭八百善の人びと - 石塚
- 救命病棟24時 第3シリーズ - 木村健一
- 京都妖怪地図
- 脅迫者
- QUIZ
- グッドラック
- 雲の上の青い空 - 内藤悟
- 鞍馬天狗 第二十二話「士道に賭けた青春の涙」（1991年） - 大津隼人
- 警視庁・捜査一課長 - 機動捜査隊長
- 憲法はまだか
- 恋がしたい恋がしたい恋がしたい
- 幸福の王子
- このまちだいすき - 高石大尉
- さすらい刑事旅情編 - 中西良一
- 三件目の誘惑
- 事件 - 天野 ほか
- 7人の女弁護士1
- 獣医ドリトル
- 新・風のロンド - 野代一郎
- ストックホルムの密使
- その男、副署長 season3
- TEAMスペシャルドラマ
- 中学生日記
- 徴税請負人 松原完治
- 電光超人グリッドマン - 尼崎巡査
- 電池が切れるまで
- ドン★キホーテ
- 夏の日の恋〜Summer Time〜 - 野田由起夫
- 菜の花の沖
- 逃げ口上〜路線バス爆破事件!
- 虹色定期便 - 白川一人
- はぐれ刑事純情派（2003年） - 夏川新一
- 日曜はダメよ
- ニュースキャスター 霞涼子 - 横川真司
- バーチャルガール
- はぐれ刑事純情派 - 友成、夏川新一、大沼邦夫（PART16第15話）、内山修
- 八代将軍吉宗
- はみだし刑事情熱系 PART2 - 磯部
- はるちゃん4 - 松原弁護士
- P.A.
- 必殺仕事人・激突! - 清七 ※デビュー作[3]
- 秀吉 - 梁田正綱
- 氷点2001
- ふうふうごはん
- 富豪刑事デラックス
- ボーイズ・オン・ザ・ラン
- 松本清張没後10年記念・ビートたけしドラマスペシャル・張込み
- 万引きGメン・二階堂雪5 - 安西裕二
- 未解決事件2 - 門脇武雄
- ミヤコ蝶々物語
- ヤメ検弁護士・英剛直 佐渡が島殺人航路 - 仁科幸次郎
- 世にも奇妙な物語
- ラーメン刑事「龍」の殺人推理1 - 田島信一
- ラストイニング
- ラストプレゼント 娘と生きる最後の夏 - 宮内医師
- ラブ・レター
- 離婚弁護士 - 野村プロデューサー
- レガッタ〜君といた永遠〜

### 舞台
- 貸席の女郎（1997年） - 徳広大尉 役
- 新・近松心中物語（1997年 - 2000年）
- 赤毛のアン（1999年） - ベル先生 役
- 元禄港歌（2000年）
- 嵐が丘（2000年）
- 麗しのサブリナ（2002年） - ライナス 役
- ちょっとおかしな産婦人科学会（2004年） - 後藤良彦 役
- マダム・メルヴィル（2004年）
- 奴隷島（2005年） - レリオ 役
- オリーブの木と泉の間に - ロルカ ※主演
- スサノオ
- ハムレットマシーン
- ビルマの竪琴 - 沢島一等兵
- 陽気な幽霊 - チャールズ ※主演
- ロミオとジュリエット

### CM
- 大七酒造
- 武田薬品工業・アリナミンA
- P&G・ミルトン

### スチール
- リコー

## 演出作品
- 舞台『ディグリー』（2014年）